# ENAPA
Encontro Nacional dos Grupos de Apoio à Adoção, ou ENAPA é um encontro de periodicidade anual, que tipicamente coincide ou é próximo da data em que se comemora o Dia Nacional da Adoção, definido pela Lei Federal 10.447 de 9 de maio de 2002.

## Lei da Adoção
Alguns Projetos de Lei já tramitaram na Câmara Federal tratando de se criar uma Lei Nacional da Adoção, os últimos foram os Projetos de Lei 6485/2002, 1756/2003 e por último o PL 6222/2005. Este último, tramita no Senado Federal. Apesar de alguns dispositivos sobre adoção já constarem no Código Civil e no Estatuto da Criança e do Adolescente, a proposta é trazer várias inovações na área, visando especialmente assegurar que toda criança cresça em família.
A proposta aprovada transformou-se na Lei Federal 12.010 de 3 de agosto de 2009.
Em 2010, O ENAPA será realizado em Campo Grande, Mato Grosso do Sul, nos dias 03 a 05 de junho, no Palácio Popular da Cultura. Mais informaços, programação e inscriçoes no site: www.enapa2010.com.br.

## CNA
O Cadastro Nacional de Adoção (CNA), é uma iniciativa do Conselho Nacional de Justiça lançada em 29 de abril de 2008 que tem por meta unificar as diversas filas de crianças aptas ã adoção e pessoas dispostas a adotar existentes nas centenas de Varas da Infância e Juventude, de Família ou Cíveis distribuídas pelas milhares de cidades do território nacional. Um dos objetivos desta centralização é evitar os múltiplos cadastros de pessoas dispostas a adotar e agilizar o processo de adoção especialmente das crianças e adolescentes fora do perfil médio exigido: portadoras de deficiências, com idade acima de sete anos, negras ou pardas.

## Iniciativa parlamentar
Em 2012 o deputado federal Gabriel Chalita, o senador Aécio Neves e outros parlamentares criaram a Frente parlamentar pela adoção, visando facilitar o processo de adoção no Brasil.